# We are the one/ずっと
「We are the one/ずっと」（ウィーアーザワン/ずっと）は、日本のヒップホップグループDOBERMAN INFINITYの9枚目のシングルである。2019年11月27日にLDH MUSICから発売された。

## 概要
「We are the one/ずっと」は前作「YOU & I」から約1年2ヵ月振りのシングル。
収録曲の「まだ足りねぇ」は映画『HIGH & LOW THE WORST』の劇中歌としても採用されている。

## 収録内容

### CD
1. We are the one [5:02]
作詞：CITY-ACE、作曲：SOPRANOS、編曲：RIMAZI
2. ずっと [6:05]
作詞：KUBO-C・GS・P-CHO・SWAY・KAZUKI、作曲：Ren Adachi・KUBO-C・GS・P-CHO・SWAY・KAZUKI、編曲：Ren Adachi・Udai Shika
3. まだ足りねぇ [2:35]
作詞：KUBO-C・GS・P-CHO・SWAY・KAZUKI、作曲：Ren Adachi・KUBO-C・GS・P-CHO・SWAY・KAZUKI

### DVD
- 「We are the one」Music Video
- 「ずっと」Music Video